# 舟橋家
舟橋家（ふなばしけ/ふなはしけ）は、広澄流清原氏の嫡流にあたる貴族、公家、華族の家。公家としての家格は半家、華族としての爵位は子爵。船橋家とも記す。略称で清家（せいけ）とも呼ばれた。

## 沿革

### 平安時代
清原真人の賜姓の初例は、天武天皇の皇子舎人親王の後裔右大臣清原夏野であると見られるが、清原氏の系図には『尊卑分脈』『群書類従』『続群書類従』などに所収される複数のものがあり、それぞれに異同があるため、清原氏の系図を明確にするのは難しい。
舟橋家は、明経博士・大外記清原広澄の子孫である広澄流清原氏の嫡流家である。『尊卑分脈』によれば、広澄は寛弘元年（1004年）12月に海宿禰を改めて、清原真人の姓を賜ったという。明経道の家、局務を世襲する家として代々宮中に仕えた。天皇の侍読を務めた当主も多い。
平安時代末期の頃には高名な儒学者頼業（広澄の玄孫）を出した。彼の代に明経道における清原氏の地位は確固たるものとなったため、清原家中興の祖とされる。頼業は治承3年より高倉天皇の侍読となっており、これ以降の当主も天皇の侍読を務める者が多かった。また彼の代から主水正にも任じられるようになった。

### 鎌倉～江戸時代
頼業の後は太政官の庶務を統括する大外記の職位を世襲するようになったが、位階は室町時代までは四位・五位に留まる。鎌倉時代には教隆、南北朝時代には良賢、室町時代前期には業忠、室町時代後期には宣賢といった高名な儒学者を出した。良賢の代から少納言にも任官するようになった。
室町時代初期の頼季の代から高倉と号した。その孫業忠は、享徳4年（1455年）に初めて上階して公卿に列し、長禄2年（1458年）に真人を改めて朝臣を賜る。吉田兼倶の子で業忠の養子になった清原宣賢は明経道を研究整理してとり纏めた。
舟橋を家名とするようになったのは、後陽成天皇と後水尾天皇の侍読を務めた秀賢が慶長6年（1601年）12月に堂上家となる勅許を得た際のことである。高倉家と呼ばれていた同家が、舟橋家に変更した理由は、『慶長日件禄』によれば他家にも高倉家があるので紛らわしかったためという。秀賢以降は歴代当主はおおむね明経博士となり、少納言・式部少輔に任じられるのを家例とし、正二位を先途とする。
秀賢の次男賢忠から伏原家が誕生している。
江戸時代の家禄は400石。幕末の在賢・康賢父子は廷臣八十八卿列参事件に加わっている。

### 明治以降
康賢の代に明治維新を迎える。明治2年（1869年）6月17日の行政官達で公家と大名家が統合されて華族制度が誕生すると舟橋家も公家として華族に列した。
明治3年に定められた家禄は、現米で320石。明治9年8月5日の金禄公債証書発行条例に基づき家禄と引き換えに支給された金禄公債の額は1万1601円62銭3厘（華族受給者中341位）。
明治前期に当時の当主遂賢の住居は京都府上京区大門町にあった。
明治17年（1884年）7月7日の華族令の施行で華族が五爵制になると、同8日に大納言直任の例がない旧堂上家として、遂賢が子爵に叙された。
遂賢は京都宮殿勤當殿掌を務めた後、帝国議会開設に先駆けて行われた第一回貴族院子爵議員互選で当選、以後再選を続け、5期目の任期半ばで死去するまで34年間にわたって貴族院議員を務めた。
その子清賢も日本銀行勤務を経て襲爵後に子爵議員互選で3度当選している。彼の代に舟橋子爵家の邸宅は東京市大森区上池上町にあった。

## 支流

### 堂上家・華族の分家
江戸期に舟橋秀賢の次男である従二位大蔵卿賢忠を家祖として分家の公家（半家）伏原家が生まれている。維新後は華族の子爵家に列した。同家の詳細については、別項の伏原家を参照。
また伏原家の分家として、澤忠量を家祖とする公家半家澤家が誕生している。澤家は幕末に尊王攘夷派公卿として活躍した宣嘉を出して明治維新に貢献し、その功により維新後には半家で唯一伯爵家に列している。同家の詳細については、別項の澤家を参照。

### それ以外の分家

#### 地下家の河越氏
地下家伝に見える家。清原良賢の次男河越頼兼を家祖とし、兵庫寮で兵庫頭を世襲した。同家の詳細については、別項の河越氏 (地下家)を参照。

#### 武家・茶家舟橋氏
寛政譜に見える家。清原氏ではなく清和源氏を称している。清原宣賢の三男等貴ははじめ相国寺の僧侶だったが、還俗して吉田牧庵吉賢と名乗り、医術で世に知られた。等貴は細川幽斎の母方の叔父にあたることから、細川氏領国の丹後国田辺に住み、子孫は舟橋を称した。吉賢から4代後の舟橋希賢は、木下順庵に儒学を学び、甲府徳川家の徳川綱豊（後の6代将軍徳川家宣）に仕えて奥詰儒者となった。宝永元年（1704年）に綱豊が将軍世子となって江戸城西之御丸入りすると、それに従い廩米400俵取りの旗本となり、子孫も旗本として続いた。
希賢はまた、茶道の三斎流一尾派の一尾流の流祖である一尾伊織の高弟稲葉正喬（正倚）に師事した茶人でもあった。三斎流は以後この舟橋家で希賢 — 斉賢 — 泰賢 — 景賢 — 文賢 — 光賢 — 覚賢 — 根本魯睡（玄之） — 船橋蘆舟（左太郎）— 船橋蘆舟（直太郎）と伝承された。

#### 医家船橋氏
寛政譜に見える家。清原氏ではなく清和源氏を称している。舟橋秀賢の末男・長庵元理は医術を業とし、その子船橋玄晧が江戸幕府に奥医師、御匙（将軍御典医）として仕えるようになった。子孫も同様に奥医師、御匙等を務めた（知行700石）。